# فريدريك جون لوكاس
فريدريك جون لوكاس (بالإنجليزية: Frederick John Lucas)‏ هو فلاح نيوزيلندي، ولد في 18 أغسطس 1915، وتوفي في 4 أكتوبر 1993.